# A2牛奶

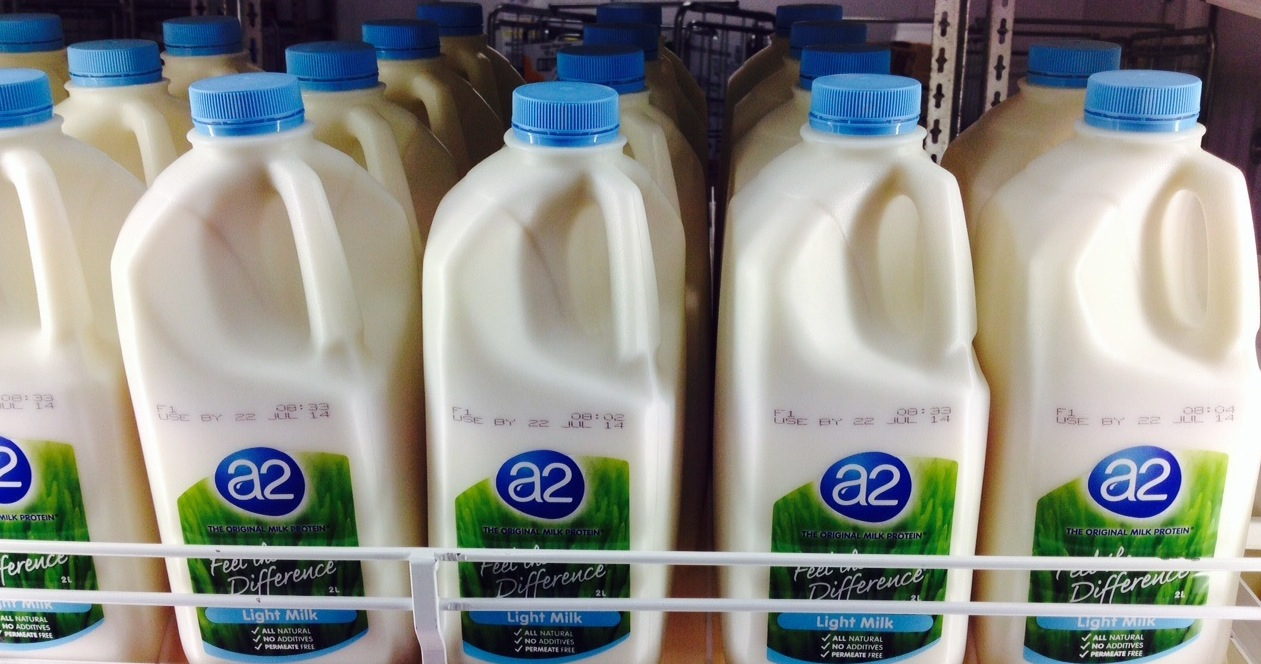
A2牛奶

A2牛奶是一种不含A1β-酪蛋白而是含有A2β-酪蛋白的牛奶。 A2牛奶由A2牛奶公司推向市场，主要在澳大利亚、新西兰、中国和美国销售。它也于2012年至2019年间在英国销售。 
A2牛奶公司和一些生产山羊奶产品的公司声称，含有A1β-酪蛋白的牛奶是有害的，而且复旦大学附属华东医院孫建琴教授還表示有人喝牛奶出現腸道不適的情況就是由A1β-酪蛋白引起的，但还没有广泛的科学證據表明A1β-酪蛋白會对健康產生不利影响。